# Stenersen-Museum

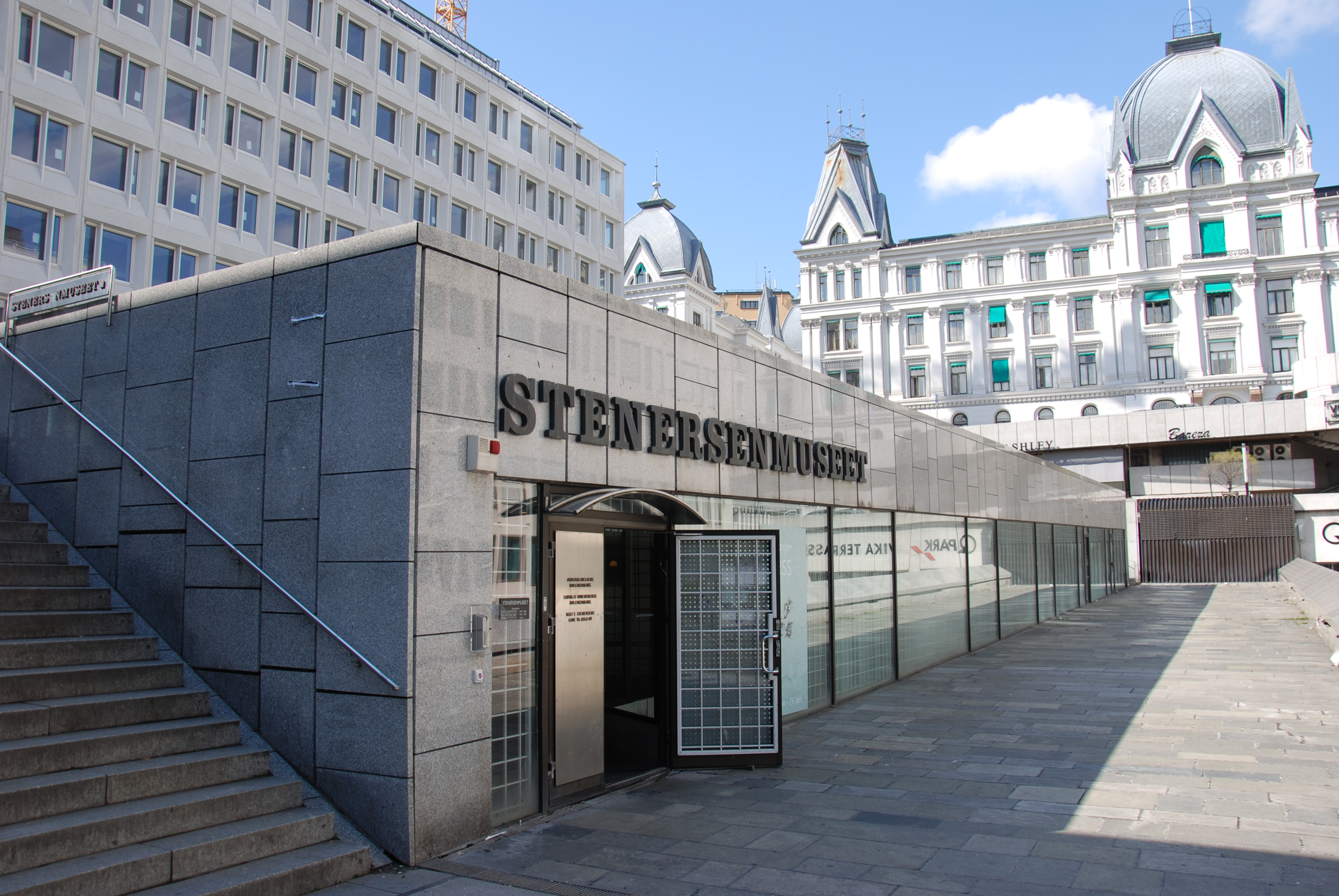
Haupteingang des ehemaligen Stenersen-Museums

Das Stenersen-Museum (norw.: Stenersenmuseet) in Oslo, Norwegen, ist ein Kunstmuseum, das 1994 eröffnet und nach dem norwegischen Kunstmäzen Rolf Stenersen benannt wurde. Der Bau wurde 2015 geschlossen, die Sammlung mit der des Munch-Museums an dessen neuem Standort im Stadtteil Bjørvika am Hafen zusammengelegt.

## Gebäude
Das Museum lag an der Munkedamsveien 15 im Zentrum der norwegischen Hauptstadt. In der Nähe des ehemaligen Museumsgebäudes befindet sich das Nationaltheater und die Konzerthalle. Die Ausstellungsräume hatten eine Fläche von 1800 m², verteilt auf drei Etagen.

## Sammlungen
Das Stenersenmuseet war die Heimat dreier Privatsammlungen.

### Rolf Stenersens Sammlung
Der Kunstmäzen Rolf Stenersen vermachte seine Privatsammlung 1936 der Gemeinde Aker. Mit der Eröffnung des Museums 1994 wurde die Sammlung ins Sternersenmuseet verbracht. Stenersens Sammlung beinhaltet in der Hauptsache Werke des norwegischen Malers Edvard Munch, mit dem er befreundet war. Ca. 400 Arbeiten von Munch sind in der Sammlung enthalten. Zu der Sammlung zählen zudem Werke der norwegischen Künstler Ludvig Karsten, Reidar Aulie, Henrik Lund und Rolf Nesch. 

### Amaldus-Nielsen-Sammlung
300 Gemälde und 100 Zeichnungen des norwegischen Malers Amaldus Nielsen haben ihre Heimat im Stenersenmuseet gefunden. Die Werke des 1932 verstorbenen Künstlers wurden von seiner Familie im Jahr nach seinem Tod der Stadt Oslo geschenkt. Das Museum ist im Besitz der umfangreichsten Sammlung seiner Werke, die zwischen 1856 und 1932 entstanden.

### Ludvig-Ravensberg-Sammlung
Das Museum verfügt über fast 160 Werke des norwegischen Künstlers Ludvig Ravensberg (1871–1958). Die Witwe des Künstlers vermachte die Werke 1972 der Stadt Oslo. 

## Ausstellungen
Das Museum veranstaltete regelmäßig Ausstellungen nationaler und internationaler Künstler. Arbeiten folgender Künstler wurden in den letzten Jahren ausgestellt: Georges Adéagbo (Elfenbeinküste), William Kentridge (Südafrika), Gregory Crewdson (USA), Roger Ballen (USA), Lee Miller (USA), Marina Abramović (Jugoslawien), Yoko Ono (USA), Wangechi Mutu (Kenia).

## Exponate (Auswahl)

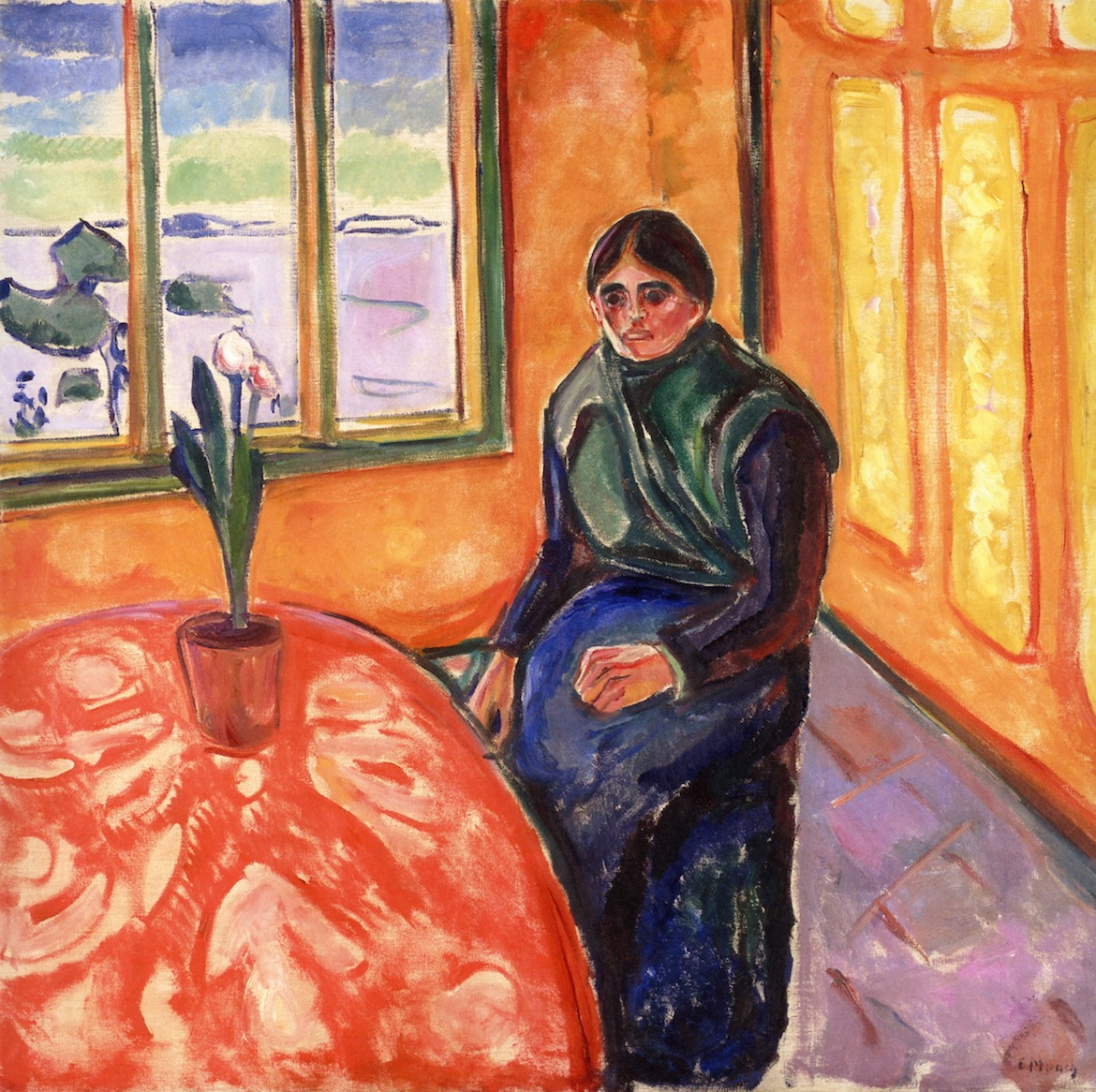
Melancholie von Edvard Munch, 1911
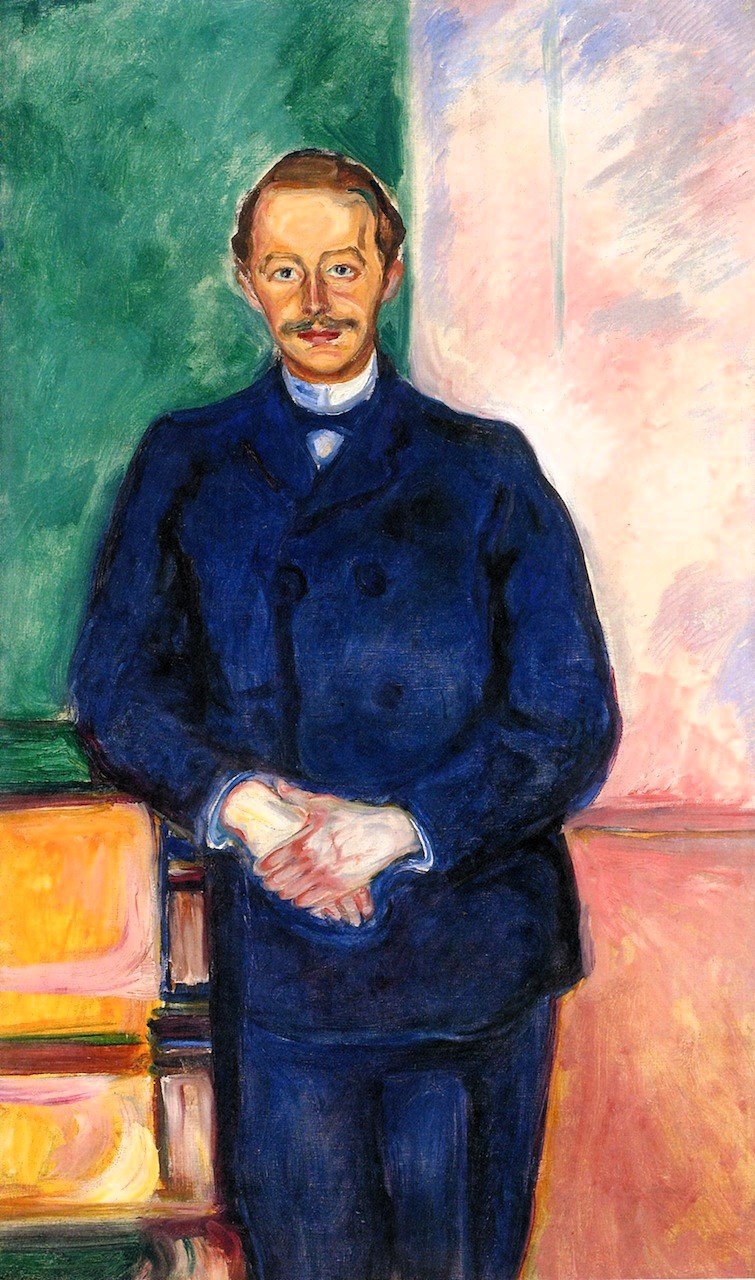
Max Linde im Matrosenanzug von Edvard Munch, 1904
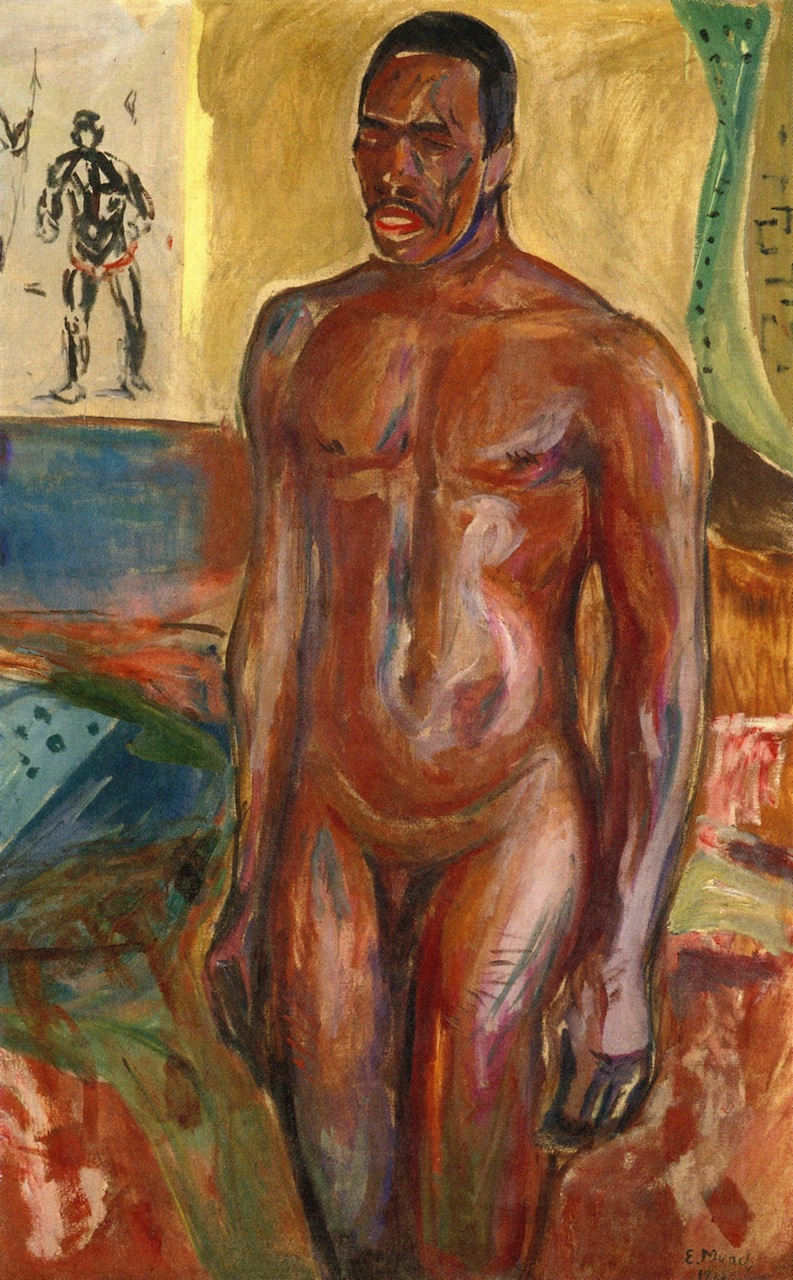
Stehender nackter Afrikaner von Edvard Munch, 1916
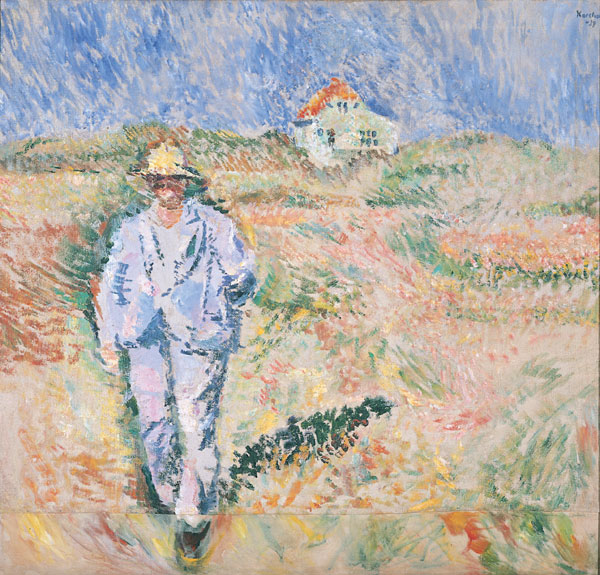
Mann in Weiß in Skagen von Ludvig Karsten, 1924
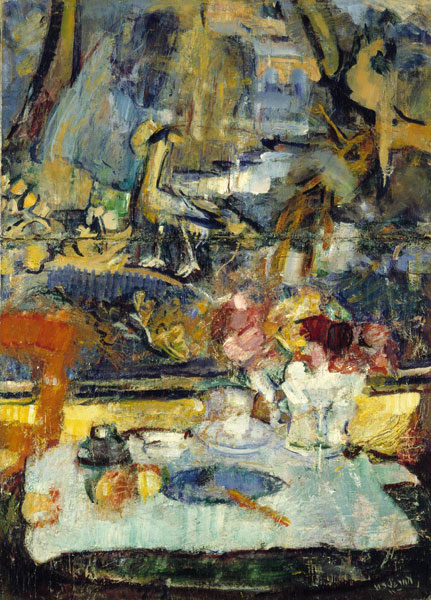
Gobelin von Ludvig Karsten, 1911